# Bougainvillia niobe
Bougainvillia niobe är en nässeldjursart som beskrevs av Mayer 1894. Bougainvillia niobe ingår i släktet Bougainvillia och familjen Bougainvilliidae. Inga underarter finns listade i Catalogue of Life.